# Lobsang Sangay
Lobsang Sangay (Darjeeling, 5 settembre 1968) è un politico tibetano, professore di Diritto.
Il 27 aprile 2011 è stato eletto Kalon Tripa, ovvero Primo ministro del Tibet, con il 55% dei voti, succedendo a Samdhong Rinpoche, al secolo Lobsang Tenzin, come capo del Governo tibetano in esilio. L'insediamento ufficiale nella carica è avvenuto il giorno 8 agosto 2011. Prima di diventare Kalon Tripa era professore di diritto ad Harvard.